# Joaquín Barrios Polo (estación)
La estación Joaquín Barrios Polo-Estadio Metropolitano es una de las estaciones que forma parte de Transmetro, el sistema de transporte masivo de Barranquilla, Colombia.
Hasta el 4 de octubre de 2015 recibió el nombre de "Joaquín Barrios Polo", agregándosele a partir de esta fecha el nombre "Estadio Metropolitano" debido a la solicitud popular de indicar como referencia esta importante arena deportiva de la ciudad para propios y visitantes.

## Ubicación
La estación se encuentra ubicada en el barrio Ciudadela 20 de Julio, más específicamente en la Troncal Murillo entre carreras 1G y 2A.
En los alrededores de la estación se encuentran varios sitios de interés:
- Estadio Metropolitano
- Centro comercial Metrocentro
- Institución Educativa Distrital Ciudadela 20 de Julio
- Almacenes Olímpica

## Etimología
La estación fue conocida con el nombre de Joaquín Barrios Polo, apodado Joaco, un hombre que fue reconocido en la sociedad debido a sus grandes y notables valores.